# Bárcena de Campos
Bárcena de Campos – gmina w Hiszpanii, w prowincji Palencia, w Kastylii i León, o powierzchni 14,54 km². W 2011 roku gmina liczyła 55 mieszkańców.